# Trattato di Stettino (1653)

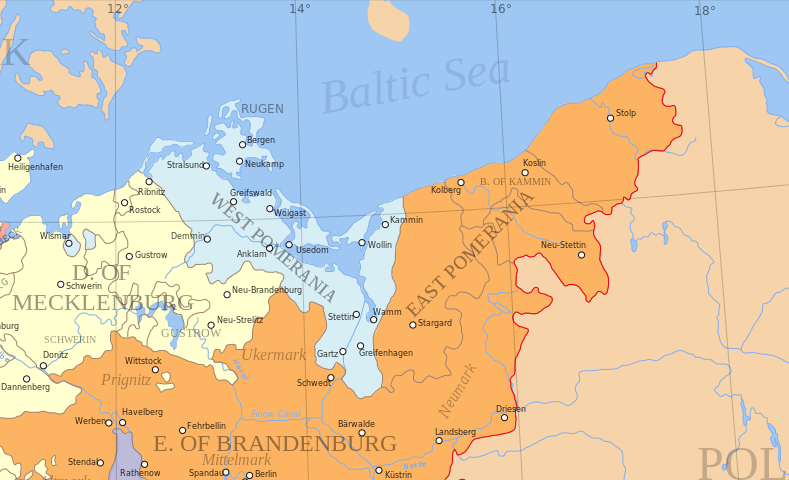
L'ex Ducato di Pomerania (al centro) diviso fra Impero svedese e il Brandeburgo dopo il trattato di Stettino del 1653. La Pomerania svedese è indicata in blu, quella brandeburghese) in arancione.

Il trattato di Stettino del 1653 (4 maggio 1653), in tedesco Grenzrezeß von Stettin, pose fine alle dispute fra il Brandeburgo e la Svezia sulla successione nel Ducato di Pomerania, che entrambe reclamavano per sé dopo l'estinzione del Casato di Pomerania avvenuta durante la guerra dei trent'anni.
Le pretese del Brandeburgo trovavano il loro fondamento nel trattato di Grimnitz del 1529, mentre quelle della Svezia si basavano sul precedente trattato di Stettino del 1630.
Le due parti accettarono la spartizione del ducato, in quel momento controllato dagli svedesi, nella pace di Vestfalia (1648) e con il trattato di Stettino (1653) furono stabiliti i confini fra le due zone in cui fu divisa la Pomerania.
Le Pomerania Occidentale divenne Pomerania svedese, quella orientale divenne una provincia del Brandeburgo.

## Antefatti

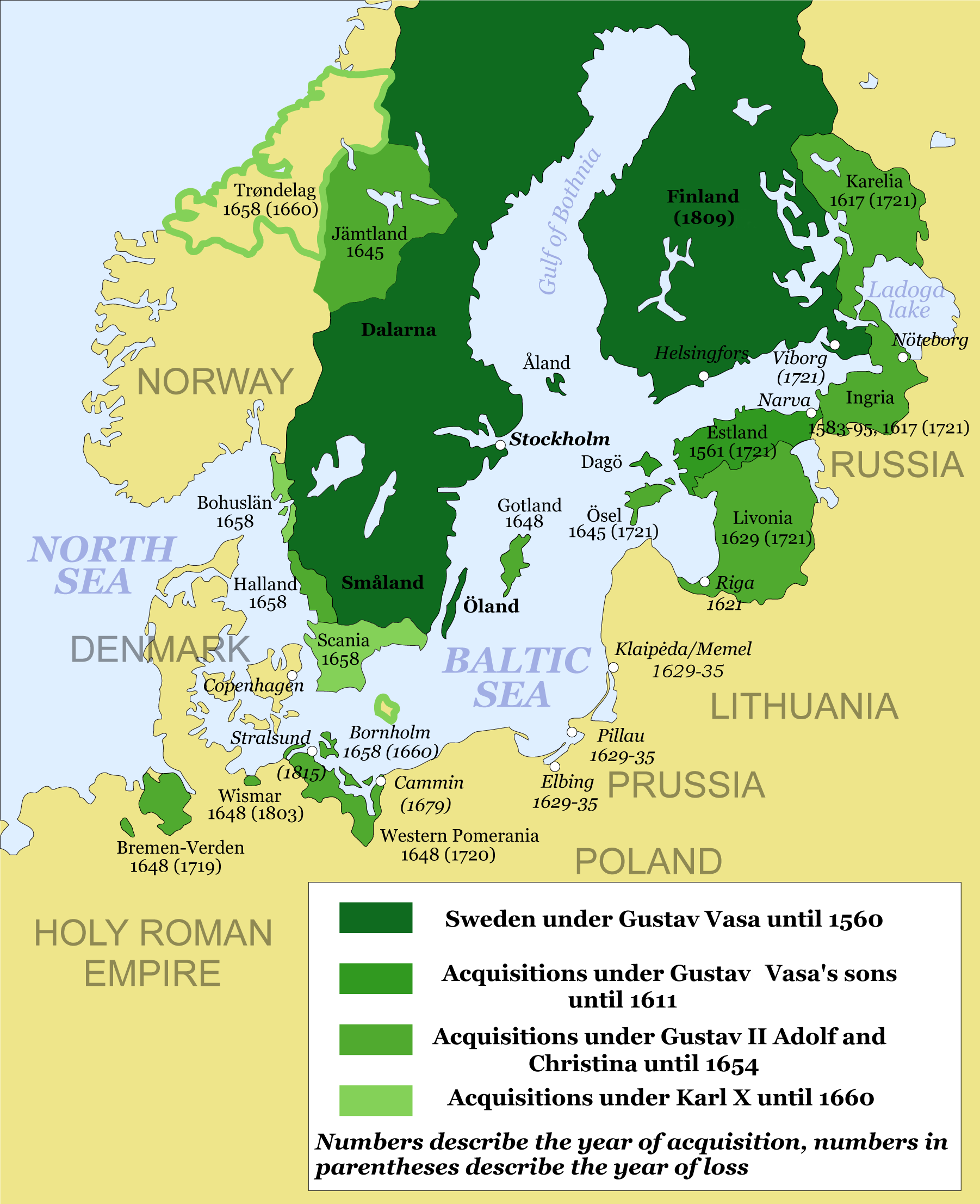
La Pomerania svedese (Vorpommern) nell'Impero svedese (verde). Le date indicano gli anni nei quali la Svezia acquisì e perse (in parentesi) i rispettivi territori.

Durante la guerra la Svezia occupò il Ducato di Pomerania (trattato di Stettino del 1630).
L'ultimo duca di Pomerania, Boghislao morì nel 1637 senza eredi e, secondo il trattato di Grimnitz del 1529, il ducato avrebbe dovuto essere incorporato nel Brandeburgo.
Ciò tuttavia venne impedito di fatto dalla presenza militare degli svedesi. La Pace di Vestfalia nel 1648 pose fine alla guerra dei trent'anni e la Pomerania venne spartita fra il Brandeburgo e la Svezia. Il trattato di Norimberga del 1650 definì approssimativamente i territori che dovevano essere posti sotto il controllo delle rispettive due potenze.

## Il trattato
La linea di confine precisa fra le due parti venne definita quindi con il trattato di Stettino del 1653, lungo una linea che correva ad est del fiume Oder. I territori ad ovest di tale linea (Pomerania Anteriore, compresa la città di Stettino) furono assegnati alla Svezia e denominati Pomerania svedese, mentre quelli ad oriente divennero invece una provincia del Brandeburgo. Metà degli introiti doganali della Pomerania Orientale tuttavia rimasero un diritto degli svedesi anche dopo il loro ritiro.
Il confine fu stabilito lungo quello fra Brandeburgo e Pomerania verso nord, lasciando i due Komturei di Greifenhagen e di Wildenbruch (odierna Michendorf) alla Svezia. Il confine correva successivamente verso il lago di Woltin fra Wierow e Schönfeld, quindi proseguiva verso nord fra Damerow e Greifenhagen, Klebow e Brünken, Hökendorf e Buchholz. La linea di confine incontrava poi il fiume Plöne dal quale proseguiva attraverso la foresta di Friedrichswalde, attraversava il fiume Ihna, circondava Gollnow ed Hohenbrück (alla Svezia), e di qui passava attraverso il lago Martinscher, circondava Kammin, Tribsow e Fritzow (alla Svezia) e giungeva al Mar Baltico fra Raddack e Lüchentin.
Il 19 luglio 1653, la prima assemblea nella Pomerania brandeburghese si riunì a Stargard. Nel 1654 fu completato il ritiro degli svedesi dalla Pomerania Orientale.

## Importanza nel contesto europeo
Il trattato consolidò il controllo svedese sull'estuario dell'Oder, aggiungendo ai benefici ottenuti dalla Svezia il controllo del Basso Weser e quello dell'Elba. Quindi gli svedesi avevano ora il controllo degli estuari dei maggiori fiumi tedeschi, escluso il solo Reno. La Pomerania svedese divenne il maggior territorio svedese nel cuore della Germania.

## Revisione dei confine del 1679 e 1720
Il confine, così come era stato concordato nel trattato, fu leggermente spostato verso ovest dopo la Guerra di Svezia con il trattato di Saint-Germain-en-Laye del 1679, e successivamente spostato molto verso ovest ai fiumi Peene e Peenestrom, dopo la grande guerra del nord con il trattato di Stoccolma del 1720.